# Четвёртое крыло
«Четвёртое крыло» — роман писательницы Ребекки Яррос в жанре романтическое фэнтези, вышедший в продажу 2 мая в 2023 года.
«Четвёртое крыло» является первой книгой в серии «Эмпирей». Сиквел под названием «Железное пламя» вышел 7 ноября 2023 года. Третья книга, Onyx Storm, должна выйти 21 января 2025 года.

## Предыстория
Главная героиня романа, Вайолет Сорренгейл, страдает от симптомов, сопутствующих синдрому Элерса — Данлоса, включая боль в суставах, гиперподвижность и поседение волос. В романе не указывается непосредственное название болезни, но Яррос подтвердила, что у Вайолет именно этот синдром. У самой Ребекки Яррос был поставлен этот диагноз и она хотела с помощью книги усилить репрезентацию людей с подобным недугом.

## Сюжет
Главная героиня, двадцатилетняя Вайолет Сорренгейл, готовилась стать писцом, но её мать, высокопоставленный генерал государства Наварры, отправляет её в военную академию Басгиат, где Вайолет должна пройти через опасное и жестокое обучение, чтобы стать всадницей на драконе. В той же академии обучается Ксейден Риорсон — сын лидера подавленного в прошлом восстания, убитого матерью Вайолет. Также, там учится и её друг детства Дайн. Шансы Вайолет на выживание в академии из-за её слабого здоровья не высоки, поскольку и драконы, и другие ученики не терпят слабых людей и готовы их убить. Вайолет не только удаётся выжить и пройти через все тренировки, но и впервые в истории приручить не одного, а двух драконов. Постепенно героиня выясняет всё больше информации о войне между государствами и тайном сопротивлении, готовящемся выступить против Наварры и матери Вайолет.

## Критика
В США книга получила в основном положительные отзывы от критиков. Издание Publishers Weekly хорошо отозвалось о построении мира в книге, персонажах и «сексуальной эстетике тёмной академии». В отзыве от журнала Paste даётся положительная оценка использованию знакомых тропов, сам роман сравнили с книгами серий Blood Trials Н. Е. Дэвенпорт и «Королевство шипов и роз» Сары Маас.
«Четвёртое крыло» получило вирусную известность в книжном сообществе TikTok, где хэштеги «#FourthWing» и «#RebeccaYarros» вместе набрали миллиард просмотров; популярность книги привела к первому месту в списке бестселлеров Amazon и первому месту в списке бестселлеров The New York Times, в котором она находилась в течение 18 недель. Отмечено, что роман дал толчок популярности жанру «романтического фэнтези».

## Экранизация
В октябре 2023 года издание Variety сообщило о том, что экранизацией романа занимается студия Amazon MGM Studios; компании Amazon и Outlier Society приобрели права на экранизации всей серии романов, а Ребекка Яррос и Лиз Пеллетье станут исполнительными продюсерами экранизации.